# Kenneth Carpenter
Kenneth Carpenter   (Tòquio, 21 de setembre de 1949) és un paleontòleg del Denver Museum of Natural History i autor i coautor de nombrosos llibres de dinosaures i de vida meosozoica. Els seus principals interessos de recerca se centren en els dinosaures acuirassats (ancilosaures i estegosaures), així com en els dinosaures del Cretaci inferior de la formació de Cedar Mountain a l'est de Utah.